# The Funk Brothers
I The Funk Brothers è stato un gruppo di musicisti attivi come turnisti e nell'ambito di numerose registrazioni effettuate dall'etichetta discografica statunitense Motown tra il 1959 ed il 1972, anno in cui l'etichetta si è spostata da Detroit a Los Angeles e il gruppo si è sciolto.

## Collaborazioni
Il gruppo ha preso parte a decine di brani e registrazioni che hanno fatto la storia della Motown e del soul, tra cui My Girl e Papa Was a Rollin' Stone dei The Temptations, I Heard It Through the Grapevine e Ain't No Mountain High Enough di Marvin Gaye, Baby Love delle The Supremes, Signed, Sealed, Delivered I'm Yours di Stevie Wonder e tante altre canzoni.
Tra i gruppi e gli artisti con cui i The Funk Brothers hanno collaborato vi sono quindi The Miracles, The Temptations, The Supremes, Marvin Gaye, The Four Tops, The Vandellas e altri.

## Formazione
Secondo la  National Academy of Recording Arts and Sciences, i componenti ufficiali del gruppo considerati sotto il nome Funk Brothers sono stati 13, ma a questi vanno aggiunti una serie di collaboratori, turnisti e strumentisti che allargano notevolmente il numero.
Si possono dividere le formazioni del gruppo tra quella che ha lavorato a Detroit tra il 1959 ed il 1972 e quella che invece a lavorato a Los Angeles nella seconda metà degli anni '60.
I 13 membri del gruppo stilati dalla NARAS (National Academy of Recordings Arts and Sciences) sono tutti facenti parte del gruppo di Detroit e sono:
- Richard "Pistol" Allen (1932-2002) - batteria
- Jack Ashford (1934-) - percussioni
- Bob Babbitt (1937-2012) - basso
- Benny Benjamin (1925-1969) - batteria
- Eddie "Bongo" Brown (1932-1984) - percussioni
- Johnny Griffith (1936-2002) - tastiere
- Joe Hunter (1927-2007) - piano
- James Jamerson (1936-1983) - basso
- Uriel Jones (1934-2009) - batteria
- Joe Messina (1928-) - chitarra
- Earl Van Dyke (1930-1992) - tastiere
- Robert White (1936-1994) - chitarra
- Eddie Wills (1936-) - chitarra

## Prima formazione
La prima storica formazione, attiva dal 1959 alla metà degli anni sessanta era composta da:
- Joe Hunter, tastiera
- Robert Wright, chitarra
- Eddie Willis, chitarra
- Joe Messina, chitarra
- James Jamerson, basso
- William Benjamin, batteria
- Richard Allen, batteria

## Collaboratori
La band ha all'attivo molti importanti collaboratori, come ad esempio il polistrumentista Larry Knechtel, membro dei Bread, e musicisti con delle importanti carriere soliste nel campo del rock, del funk e del soul tra cui Henry Cosby, Carol Kaye, Willie Hutch, e Marvin Gaye.
Elenco dei principali:
- Jack Ashford, percussioni
- Henry Cosby, sassofono
- Thomas Bowles, flauto
- Gordon Staples, violino
- David Ireland, viola
- Italo Balbini, violoncello
- Joe Samples, tastiera
- Mike Deasy, chitarra
- Larry Knechtel, chitarra
- Carol Kaye, basso
- Willie Hutch, chitarra
- Marvin Gaye, percussioni

A questi vanno aggiunti molti altri artisti che hanno collaborato in ruoli minori o per poco tempo.

## Premi e riconoscimenti
- Grammy Award alla carriera 2004
- Grammy Award alla miglior interpretazione R&B tradizionale 2002 (What's Going On con Chaka Khan)
- Grammy Award alla miglior compilation di colonna sonora per contenuti visivi 2002 (Standing in the Shadows of Motown)
- Inseriti nella Rock and Roll Hall of Fame nel 2000
- Inseriti nella Hollywood Walk of Fame nel 2013

## In altri media
L'importanza artistica e la storia del gruppo sono stati descritti nel film-documentario Standing in the Shadows of Motown (2002), diretto da Paul Justman, che è basato su un libro di Allan Slutsky.